# Hans Leutelt
Hans Leutelt (* 1. Oktober 1914 in Chrastava; † 20. Dezember 1936 in Česká Lípa) war ein tschechoslowakischer Radrennfahrer.

## Sportliche Laufbahn
Leutelt war im Straßenradsport aktiv. Er war Teilnehmer der Olympischen Sommerspiele 1936 in Berlin. In dem von Robert Charpentier gewonnenen olympischen Straßenrennen kam er nicht ins Ziel. Die Mannschaft der Tschechoslowakei kam mit Vilém Jakl, Hans Leutelt, Josef Lošek und Miloslav Loos nicht in die Mannschaftswertung, da nur Lošek das Ziel erreichte.